# Bodroghalom
Bodroghalom ist eine ungarische Gemeinde im Kreis Cigánd im Komitat Borsod-Abaúj-Zemplén.

## Geografische Lage
Bodroghalom liegt in Nordungarn, 93 Kilometer nordöstlich des Komitatssitzes Miskolc.
Nachbargemeinden sind Alsóberecki 7 km, Karos 8 km und Vajdácska 8 km.
Die nächste Stadt Sárospatak ist 20 km von Bodroghalom entfernt.

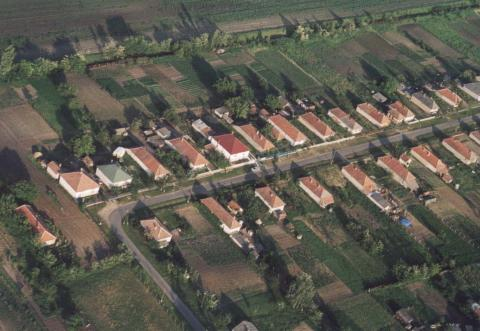
Luftaufnahme von Bodroghalom

## Latènezeitliches Gräberfeld
Zwischen dem Ort und der Theiß befindet sich ein beim Pflügen aufgefundenes Gräberfeld aus dem 3. Jahrhundert v. Chr., das ist die Frühlatènezeit. Zwischen 1977 und 1978 fanden Rettungsgrabungen statt, bei der 18 Brandgräber freigelegt wurden.
Durch das Pflügen waren einige der Gräber, die in einer Tiefe von 33 bis 248 cm lagen, zerstört worden. Aus den Funden in den Gräbern mit Waffen als Grabbeigaben konnten die Archäologen auf sechs hier begrabene Krieger schließen. Es gab ein Schwert mit reichverzierter Scheide im latènezeitlichen Fischblasenmotiv, einige Lanzenspitzen, sieben Bronzefibeln, elf Eisenfibeln, drei Eisenarmringe, ein Bronzearmring, ein Bronzedrahtring und einige Eisengliedergürtel. Weiters wurden 43 scheibengedrehte und 23 handgeformte Keramikgefäße, darunter eine Urne mit Hufeisenverzierung und Handgriff, sowie ein Napf mit geflochtenem Henkel ausgegraben.

## Gemeindepartnerschaft
- Streda nad Bodrogom, Slowakei

## Sehenswürdigkeiten
- Reformierte Kirche, erbaut  1806–1812 (Spätbarock)
- Römisch-katholische Kirche Szent Kereszt felmagasztalása, erbaut 1964

## Verkehr
Durch Bodroghalom verläuft die Landstraße Nr. 3806. Der nächstgelegene Bahnhof befindet sich westlich in Sárospatak.